# DJ Khaled
Khaled Mohammed Khaled (Nueva Orleans, Luisiana; 26 de noviembre de 1975), conocido profesionalmente como DJ Khaled, es un DJ y productor estadounidense de ascendencia palestina. Fue miembro del grupo de hip-hop Terror Squad.

## Carrera musical
Su álbum debut, Listennn... The Album, fue lanzado el 6 de junio de 2006. En el álbum colaboran un ramillete de artistas de renombre como son Lil Wayne, Chamillionaire, Young Jeezy, T.I., Kanye West, Juelz Santana, Bone Thugs-N-Harmony, Twista, Beanie Sigel, Paul Wall, Rick Ross, Fat Joe, Pitbull, Trick Daddy, Akon y John Legend, entre otros.
El primer sencillo fue "Holla At Me", con Lil Wayne, Fat Joe, Rick Ross y Pitbull.
En 2007 dio a conocer su segundo álbum, titulado "We The Best", elaborado bajo los sellos discográficos Terror Squad y Koch Records, haciendo un trabajo considerable. En el disco colabora con artistas del momento como lo son T.I., Rick Ross, Fat Joe, The Game, Trick Daddy, Jim Jones e incluyendo a la estrella del 2008 Flo Rida.
El primer sencillo del disco fue "We Takin' Over", junto a Akon, T.I., Rick Ross, Fat Joe, Lil' Wayne y Birdman.
En 2008 lanza al mercado su tercer álbum, "We Global", bajo su propio sello discográfico, We The Best Music, y Koch Records.
En este disco hace colaboraciones con artistas como Nas, The Game, T-Pain, Missy Elliott, Sean Paul y Busta Rhymes.
En el álbum, al igual que con el rapero Flo Rida, presenta a un desconocido, Ace Hood, para luego lanzarlo en la grabación de su primer disco, llamado "Gutta".
El primer sencillo de "We Global" es "Out Here Girndin", junto con Akon, Rick Ross, Plies, Lil' Boosie, Ace Hood y Trick Daddy.
El segundo sencillo es "Go Hard", al lado de T-Pain y Kanye West, añadiéndose en el remix el rapero Jay-Z.
Para el tercer sencillo del disco se utilizó una canción del artista recién agregado a las filas de We The Best Group, exmiembro del grupo D4L, Shawty Lo, teniendo como éxito la canción "Foolish Remix", al lado de Birdman, Rick Ross y Jim Jones.
DJ Khaled también trabaja en la emisora de radio del sur de Florida WEDR 99 Jamz, todos los días de 6pm a 11pm en el programa TakeOver, con K. Foxx.
En 2009 Khaled es contratado por Def Jam Records, como presidente de la división del sur.

## Vida personal
Tiene dos hijos junto a su pareja Nicole Tuck.

## Discografía

### En solitario
| Año  | Álbum                  | Discográfica                                                    | U.S. | Rap | R&B |
| ---- | ---------------------- | --------------------------------------------------------------- | ---- | --- | --- |
| 2006 | Listennn... the Album  | Koch Records, E1 Music                                          | 12   | 3   | 3   |
| 2007 | We the Best            | Koch Records, E1 Music                                          | 8    | 2   | 2   |
| 2008 | We Global              | Koch Records, E1 Music                                          | 7    | 3   | 4   |
| 2010 | Victory                | E1 Entertainment, E1 Music                                      | 14   | 5   | 2   |
| 2011 | We the Best Forever    | Cash Money Records, Young Money, Universal Motown Records Group | -    | -   | -   |
| 2013 | Suffering From Success | Cash Money Records, Young Money, Universal Motown Records Group | -    | -   | -   |
| 2016 | Major Key              | We The Best Studios                                             | -    | -   | -   |
| 2017 | Grateful               | We The Best Studios                                             | -    | -   | -   |
| 2021 | God Did                | We The Best Studios                                             | -    | -   | -   |

### Mixtapes
- The Carter 2 (Like Father, Like Son) (con Baby & Lil Wayne)
- DJ Khaled, M.I. Yayo (con Rick Ross)
- DJ Khaled & DJ Ideal, Da Bottom #9, por Trick Daddy
- DJ Khaled, Lil Wayne: Suffix
- DJ Khaled, This Ain't A Movie Dogg!

### Sencillos
| Año  | Canción                                                                                    | Posición     | Posición | Posición | Posición     | Álbum                 |
| Año  | Canción                                                                                    | U.S. Hot 100 | U.S. R&B | U.S. Rap | U.S. Pop 100 | Álbum                 |
| ---- | ------------------------------------------------------------------------------------------ | ------------ | -------- | -------- | ------------ | --------------------- |
| 2006 | "Holla at Me" (feat. Lil' Wayne, Paul Wall, Fat Joe, Rick Ross & Pitbull)                  | 59           | 24       | 15       | 65           | Listennn... the Album |
| 2006 | "Grammy Family" (feat. Kanye West, John Legend, & Consequence)                             | -            | 124      | -        | -            | Listennn... the Album |
| 2006 | "Born-N-Raised" (feat. Trick Daddy, Pitbull, & Rick Ross)                                  | -            | 83       | -        | -            | Listennn... the Album |
| 2007 | "We Takin' Over" (feat. Akon, T.I., Rick Ross, Fat Joe, Birdman & Lil' Wayne)              | 28           | 26       | 11       | 36           | We the Best           |
| 2007 | "I'm So Hood" (feat. T-Pain, Trick Daddy, Rick Ross & Plies)                               | 19           | 9        | 5        | 33           | We the Best           |
| 2008 | "Out Here Grindin" (feat. Akon, Rick Ross, Plies, Lil' Boosie, Ace Hood & Trick Daddy)     | 38           | 32       | 17       | 65           | We Global             |
| 2008 | "Go Hard" (feat. Kanye West & T-Pain)                                                      | 69           | 53       | 19       | –            | We Global             |
| 2009 | "Fed Up" (feat. Lil Wayne, Usher, Young Jeezy, Rick Ross & Drake)                          | —            | 64       | –        | –            | We the Best Forever   |
| 2012 | "Take it to the head" (feat. Chris Brown, Lil' Wayne, Rick Ross & Nicki Minaj)             | -            | -        | –        | –            |                       |
| 2016 | "Do you mind" (feat. Chris Brown, Nicki Minaj, Rick Ross, August Alsina, Jeremih & Future) | -            | -        | –        | –            |                       |
| 2017 | "I'm the One" (feat. Justin Bieber, Quavo, Chance the Rapper, Lil Wayne)                   | -            | -        | –        | –            |                       |
| 2017 | "Wild Thoughts" (feat. Rihanna, Bryson Tiller)                                             | 4            | -        | –        | –            |                       |
| 2018 | "No Brainer" (feat. Justin Bieber, Chance the Rapper, Quavo)                               |              |          |          |              |                       |
| 2019 | "You Stay" (feat. Meek Mill, J Balvin, Lil Baby, Jeremih)                                  |              |          |          |              |                       |
| 2021 | "I DID IT" (feat. Post Malone, Megan Thee Stallion, Lil Baby, DaBaby)                      |              |          |          |              |                       |

## Premios y nominaciones
| Año  | Premio                          | Nominado                                                                              | Categoría                        | Resultado | Referencias |
| ---- | ------------------------------- | ------------------------------------------------------------------------------------- | -------------------------------- | --------- | ----------- |
| 2025 | Nickelodeon Kids' Choice Awards | «Higher Love» de Desi Trill junto a Él mismo, Cardi B, Natania, y Subhi (para Smurfs) | Canción favorita de una película | Nominada  | [ 8 ]       |